# آبراهه اسماعیل بگ
آبراهه اسماعیل بگ اثری تاریخی مربوط به سده‌های متاخر دوران‌های تاریخی پس از اسلام است و در شهرستان دالاهو، بخش مرکز ی، دهستان حومه، ۱/۳ کیلومتری جنوب شرقی روستای خسروآباد واقع شده و این اثر در تاریخ ۲۷ اسفند ۱۳۸۶ با شمارهٔ ثبت ۲۲۴۷۴ به‌عنوان یکی از آثار ملی ایران به ثبت رسیده است.